# Na typisch!
Na typisch! (He Said, She Said) ist eine US-amerikanische Filmkomödie von Ken Kwapis und Marisa Silver aus dem Jahr 1991. Der Film erzählt in Rückblenden, mit Zeitsprüngen und aus unterschiedlichen Erzählperspektiven die Liebesgeschichte zweier Nachrichtenprofis.

## Handlung
Dan Hanson und Lorie Bryer sind ein ungleiches Paar. Ihre unterschiedlichen moralischen und politischen Einstellungen aber sind ihr Kapital in ihrer Pro-und-Contra-Fernsehsendung „He said, she said“. Eine handfeste Kontroverse während der Livesendung löst eine Rückschau auf ihr bisheriges gemeinsames Leben und Arbeiten aus.
Aus Dans Sicht wird zunächst der Beginn ihrer gemeinsamen Arbeit bei einer Zeitung gezeigt. Eines Tages werden sie als konkurrierende Kolumnisten auf dasselbe Thema angesetzt, der bessere Artikel soll veröffentlicht werden. Der Chef lässt jedoch beide Artikel drucken, was aufgrund des positiven Echos der Leserschaft dauerhaft übernommen wird. Dann sieht man Dans Version davon, wie sie sich ineinander verliebt haben und später, wie sie beschließen, zusammenzuziehen. In der Gegenwart hat Lorie in zwischenzeitlich aus der gemeinsamen Wohnung geworfen.
Sprung zurück zur Fernsehsendung: Jetzt wird Lories Sicht geschildert. Der Streit in der Sendung resultierte offenbar aus Dans Weigerung, eine Heirat in Betracht zu ziehen. Auch die Anfänge der beiden, ihre berufliche Konkurrenz, ihre Liebe und ihr gemeinsamer Alltag sehen in Lories Version anders aus, so dass einige Enthüllungen und unterschiedliche Wahrnehmungen ein und derselben Situation zu Tage treten.
Als es, wieder in der Gegenwart, schon so aussieht, als würde Dan dem Werben seiner alten Liebe Linda nachgeben, müssen Lorie und er noch eine letzte Sendung machen. Unabhängig voneinander nehmen sie ihre Statements auf, in denen der eine sich der Meinung des jeweils anderen anschließt. So legen sie ihre Differenzen bei und entscheiden sich am Ende für die Möglichkeit einer weiteren gemeinsamen Zukunft.

## Kritiken
Das Lexikon des internationalen Films schrieb, der Film sei „nicht immer ganz gelungen“, jedoch „thematisch reizvoll“ sowie „durchaus unterhaltsam“.
Die Zeitschrift Cinema 1/1992 bescheinigte dem Film „Witz, Romantik und Spannung“.

## Auszeichnungen
Der Film wurde im Jahr 1992 auf einem Festival in Santa Barbara ausgezeichnet.

## Hintergrund
Der Film wurde in Baltimore gedreht. Er spielte in den Kinos der USA ca. 9,8 Millionen US-Dollar ein.